# José Sand
José Gustavo Sand (Bella Vista, 17 de julho de 1980) é um ex-futebolista argentino que atuava como atacante. Destacou-se especialmente no Lanús, do qual é o maior artilheiro, e que por ele jogou até os 43 anos, em 2023, acumulando 171 gols em 318 partidas. Também é um dos quatro jogadores presentes nos dois títulos que o clube logrou na primeira divisão argentina, separados por nove anos (Apertura 2007 e temporada 2016); e por ele tornou-se o mais velho a ser artilheiro da Copa Libertadores da América, aos 37 anos, na campanha vice-campeã de 2017.
Seu sobrenome teria origem escandinava, tal qual o do atacante dinamarquês Ebbe Sand.

## Carreira em clubes

### Estrela nos juvenis do River
Filho do ex-goleiro Raúl Sand, que chegou a jogar duas partidas pelo time principal do San Lorenzo em 1971, o atacante começou a sua carreira no River Plate, trilhando grande sucesso nas categorias de base do clube: embora fosse na infância torcedor justamente do arquirrival Boca Juniors, começou a despegar-se dele após ingressar com 14 anos nos juvenis do Millonario. Sand deteve até 2011 um recorde de maior artilheiro das categorias juvenis do River, mesmo perdendo o pai exatamente pouco após ter chegado ao clube.
| “ | Meu primeiro ano, no sub-14, foi maravilhoso: meu pai viajava com o caminhão e não perdia uma só partida minha. Depois adoeceu e morreu no ano seguinte. Tenho uma foto com ele que levou em meu bolso em todas as partidas. Assim foi. No primeiro ano, fiz 30 gols; no segundo, 29; no seguinte, 33, e de repente me subiram ao sub-20 e não podia marcar. Me baixaram ao sub-17 e meti 15 gols em 10 partidas, voltaram e me subir e outra vez fui um desastre. Baixei ao sub-18 e meti 10 gols em 10 partidas. Era algo incrível, como me bloqueava quando me subiam. A cabeça me funcionava às vezes bem e outras nem tanto, nunca pensei que ia me custar tanto, e isso me baqueou muito. | ” |

Em 1998, sugerido ao técnico Ramón Díaz pelo coordenador das categorias de base, o brasileiro Delém, Sand fez sua primeira pré-temporada na equipe adulta, em leva de juvenis da qual apenas Pablo Aimar acabaria por vingar no elenco principal. Sem ainda ser efetivamente utilizado naquele momento no elenco principal, pôde ao fim do primeiro semestre de 1999 ser o artilheiro do campeonato argentino sub-19.
Apesar do sucesso nos juniores, Sand nunca conseguiu sobressair-se no time adulto, não logrando reagir bem às cobranças de torcidas grandes. Anos mais tarde, ainda que em tom de ironia, declararia que "talvez eu seja jogador para time pequeno".

### Rotina de empréstimos
Para o segundo semestre de 1999, Sand foi emprestado ao Colón, clube pelo qual estreando na primeira divisão, no Apertura, embora pouco jogasse. Naquele momento, a principal aquisição da equipe de Santa Fe junto ao River havia sido o veterano lateral Hernán Díaz.
No primeiro semestre de 2000, Sand chegou a integrar o elenco adulto inscrito pelo River para o Clausura, mas sem jogar; enquanto possuiu contrato com o clube, acostumou-se a ser sucessivamente emprestado a outros times. Nessa sequência, defendeu naquele ano o Independiente Ridadavia. Em 2001, novamente passou o primeiro semestre integrado à equipe principal do River, mas entrou em campo somente no amistoso festivo contra o Peñarol, no decorrer de partida que celebrava o centenário oficial do Millonario. Para o segundo semestre, tornou a ser emprestado, dessa vez à equipe brasileira do Vitória, reforçando-a em julho.
Pelo Vitória, Sand acumulou quatro gols em treze jogos. Chegou a ter uma sequência de boas apresentações no Brasileirão de 2001, entre o fim de setembro e início de outubro. Com notas 7,5 na vitória de 3-1 sobre o Botafogo, 6 no triunfo de 2-0 (com gol marcado) fora de casa sobre o São Caetano (àquela altura, entre os três primeiros colocados do certame) e 7 no 1-0 logrado sobre o Sport, chegou a ser considerado ao fim da primeira quinzena de outubro como o oitavo melhor atacante na disputada da Bola de Prata da revista Placar - tendo na ocasião média superior à do colega Allan Dellon. Ainda se conservava entre os dez primeiros à altura da primeira semana de novembro, mas ao fim de janeiro já estava visto como desaprovado, com a potencial chegada de Víctor Aristizábal reforçando o desinteresse baiano em manter o argentino.
Seu clube seguinte foi o Defensores de Belgrano, onde esteve entre 2002 e 2003, na segunda divisão argentina. Teve um início ruim em que havia lesionou o joelho, mas gradualmente começou a destacar-se a ponto de enfim convencer o River a efetivamente aproveita-lo no time principal.

### River Plate, Banfield e Colón
Reingressado ao River, foi em 17 de janeiro de 2004 titular na estreia do clube nos torneios amistosos de verão daquele ano, em duelo em Mendoza contra o Independiente, ocasião que também marcava a apresentação de Leonardo Astrada como treinador. Astrada buscou usar bastantes juvenis, que incluíam também Darío Conca. Com o adversário vencendo por 2-1, Sand chegou a quase empatar após passe preciso do próprio Conca, aos 5 minutos do segundo tempo. Aos 23, pôde marcar, em chute forte que venceu o veterano goleiro Carlos Fernando Navarro Montoya, que por sua vez estreava pelo Rojo. No fim do jogo, o River pôde vencer por 3-2. Na jogada do seu gol, Sand recebeu assistência de Rubens Sambueza, considerado o destaque da partida em que um River de reservas venceu os titulares do oponente.
Ainda pelos amistosos de verão, Sand figurou em vitória de 1-0 em Superclásico áspero em que os juvenis do River derrotaram em Mar del Plata os titulares do rival Boca Juniors; na ocasião, em 24 de janeiro, substituiu Maxi López no minuto 72. Em 4 de fevereiro, os dois rivais realizaram novo amistoso, em Mendoza. Sand foi titular e marcou de cabeça, aos 42 minutos, o segundo gol de vitória millonaria por 3-1. Assim, após seis anos dos primeiros testes entre os adultos, o atacante enfim começou a defender o River no campeonato argentino a partir do Clausura 2004; na rodada inaugural, entrou a vinte minutos do fim do jogo e marcou o gol do empate em 2-2 contra o Nueva Chicago, em 15 de fevereiro, no estádio José Amalfitani (do Vélez Sarsfield).
Ao longo do primeiro semestre de 2004, Sand também participou em três partidas ainda válidas pelo Apertura 2003 que estavam adiadas. O River foi o campeão do Clausura 2004, com plantel no qual Sand foi o vice-artilheiro, abaixo de Fernando Cavenaghi; sete dos onze gols que Sand pôde somar pela equipe principal do River se deram naquela campanha, na qual foi utilizado quatorze vezes - mais do que concorrentes como Marcelo Salas e Maxi López (ambos onze vezes cada um) ou os também ofensivos Marcelo Gallardo e Lucho González (ambos treze). A conquista, porém, foi ofuscada pela eliminação para o arquirrival Boca Juniors nas semifinais da Copa Libertadores da América de 2004. Sand, por sua vez, acabaria nos meses seguintes perdendo espaço com a chegada de Ernesto Farías, assumindo mais tarde que a imaturidade em lidar com má fase e falta de espaço lhe custaram as chances de sucesso individual no clube.
O atacante só foi aproveitado pelo River até 2005. A rotina de empréstimos voltou, primeiramente com um curioso repasse na temporada 2005-06 ao Banfield (principal rival do Lanús), em cuja estadia seu psicológico foi afetado também pela perda de uma filha dois dias após o parto. Na temporada 2006-07, teve novo empréstimo ao Colón, sendo ao fim dela vendido pelo River ao Lanús.

### Primeira passagem pelo Lanús
Ele começou sua passagem pelo Lanús sendo expulso, em jogo contra o Club Atlético Independiente, que acabou com derrota de 5-3, na rodada inaugural do Apertura 2007. O jogo seguinte do clube valeu pela disputa paralela da Copa Sul-Americana de 2007 e, podendo atuar, Sand fez seu primeiro gol pelos grenás, em vitória de 2-0 sobre o Estudiantes de La Plata. O Granate ainda demoraria até a quarta rodada para vencer pelo Apertura, mas a partir dali conseguiu emergir. Sand terminou responsável por cerca de 44% dos gols do melhor ataque do Apertura, onde atuou em 16 jogos, marcando quinze vezes.
Curiosamente, seus primeiros gols no vitorioso Apertura vieram justamente contra seus clubes anteriores. No primeiro, converteu pênalti em derrota de 2-1 para o Colón, na terceira rodada. Os dois seguintes se deram naquela quarta rodada, em triunfo de virada no clássico com o Banfield, contexto que veio a ter peso matemático e psicológico na definição do título: a vitória sobre o rival representou exatamente a diferença de ambos na tabela, e o próprio Sand reconheceria que o resultado deu a tranquilidade necessária aos vencedores. O Lanús terminou adiante campeão pela primeira vez na primeira divisão, ofuscando grande campanha do vizinho, embora na rodada final apenas o Tigre fosse a outra equipe com chances de título. Outro gol, sobre o River, marcou para sempre uma relação ruim com a torcida desse outro ex-clube; estava surpreso com insultos recebidos e reagiu a eles ao comemorar o gol. Acabaria se tornando um costumeiro carrasco de sua antiga equipe, somando quatro gols em dez reencontros mesmo antes das semifinais da Copa Libertadores da América de 2017.
Ao longo do Apertura, Sand marcou gols também em movimentado 4-3 sobre o campeão anterior, o San Lorenzo; o do empate em 1-1, nos vinte minutos finais, contra o Racing do veterano Claudio López; duas vezes, ainda nos primeiros quinze minutos, no 2-1 sobre o Vélez Sarsfield; o único de 1-0 fora de casa sobre o Arsenal, que em paralelo se sagraria campeão da Sul-Americana; o primeiro no difícil 2-1 em "final antecipada" com o Tigre; dois em 4-1, em pleno estádio Gigante de Arroyito, sobre o Rosario Central; outros dois em nova goleada, de 4-0 sobre o Gimnasia y Esgrima La Plata; e, por fim, na rodada final, em visita ao Boca Juniors. Por já ter 27 anos Sand ainda foi visto como menos promissor do que o colega Diego Valeri. mas sua contínua presença chegou a privar um jovem Germán Cano de oportunidades - em 2020, o próprio Cano, bem-humorado, relembraria que "Sand fazia dois ou três gols por jogo e nunca queria ser substituído".
Na temporada seguinte, a de 2008-09, El Pepe foi artilheiro tanto do Apertura como do Clausura, se tornando então apenas o primeiro jogador a conseguir duas artilharias seguidas nos campeonatos argentinos desde Diego Maradona, artilheiro pela última vez ainda em 1980. Em meio ao Apertura, ele estreou pela seleção argentina. Já no Clausura, o clube, por sua vez, voltou a brigar seriamente pelo título argentino - ainda apenas Vélez e Huracán possuíssem chances na última rodada. Os grenás chegaram a liderar aquele campeonato entre a 4ª e 8ª rodadas e depois entre a 14ª e a 16ª, sendo ultrapassado pelos dois concorrentes ao fim da antepenúltima das 19 rodadas. Sand teve como principal exibição os quatro gols que marcou na goleada de 5-1 sobre o Independiente.
Naquele mesmo primeiro semestre de 2009, Sand fez seu último jogo pela seleção. Somava 58 gols em 82 jogos pelo Lanús e, justamente por esse sucesso no clube não se refletir em maiores oportunidades pela seleção, aceitou em agosto de 2009 proposta para jogar nos Emirados Árabes Unidos em clube então treinado pelo argentino Gustavo Alfaro.

### Altos e baixos
Sand foi comprado por 10 milhões de dólares pelo Al Ain. Logo ganhou a Supercopa local e destacou-se pela equipe. Formou boa dupla com o chileno Jorge Valdivia e conseguiu também uma artilharia na liga dos Emirados, apesar da campanha fraca do clube. A boa fase individual atraiu interesse europeu e o argentino foi em 2011 emprestado ao Deportivo La Coruña. Porém, já não vingou no clube espanhol, atribuindo parte do insucesso à vida solitária após esposa e filho fossem tratar na Argentina uma pneumonia contraída pelo jovem. Sem interesse em voltar ao Al Ain, diante de problemas que tinha com o treinador brasileiro Alexandre Gallo, não escondia preferência em voltar ao Lanús. Terminou vendido, contudo, ao Tijuana, sendo importante na luta contra o rebaixamento na Liga MX no primeiro semestre de 2012.
Sand permaneceu por um ano no México, desejando voltar ao Lanús, com quem tinha um regresso apalavrado. Contudo, o retorno terminou naquele momento inviabilizado diante do insucesso do clube em negociar Gonzalo Castillejos. Não interessado em voltar a Tijuana, o atacante preferiu assinar com o Racing, cujo então treinador Luis Zubeldía já o conhecia bem nos tempos de Lanús, como assistente técnico no time campeão em 2007. Sand teria uma estreia considerada desastrosa como racinguista, ao desperdiçar dois pênaltis em empate em 1-1 com o Atlético de Rafaela. Conseguiu recuperar-se brevemente ao marcar dois gols justamente em Clássico de Avellaneda e participar da reta final da campanha vice-campeã da Copa Argentina de 2011-12, mas aqueles gols sobre o rival Independiente seriam precisamente seus os únicos que Pepe conseguiu marcar por La Academia.
Sem esconder o sofrimento interno que vivia pela falta de gols, Sand qualificaria a passagem pelo Racing como a pior da carreira ao acertar com o Tigre em julho de 2013, atraído pelo recente bom momento da modesta equipe rubroazul - que, no semestre anterior, havia sido vice-campeão da Copa Sul-Americana de 2012. Todavia, pelo novo clube ele só marcou um gol. Deixou-o em 2014 para defender o Argentinos Juniors, onde não conseguiu nenhum gol e se via então sem mais lugar nos principais times.
Imaginando-se no final da carreira, Sand manifestou desejo em encerra-la na província natal de Corrientes e acertou ainda em 2014 com um dos principais clubes correntinos, o Boca Unidos. Gerando dúvidas, ausentou-se nas dez primeiras rodadas da segunda divisão argentina de 2014-15, mas pôde marcar quatro gols em outras dez partidas e ser membro importante de campanha na qual o clube chegou a ser líder da Primera B Nacional. Sand veio a reforçar o Aldosivi, confirmando nessa equipe um ressurgimento - marcou doze gols no campeonato argentino de 2015, inclusive sobre o Lanús, e o time da cidade de Mar del Plata esteve perto de classificar-se à Copa Sul-Americana de 2016.

### Novos ciclos no Lanús
O bom momento no Aldosivi propiciou a Sand a "volta para casa", como ele descreveu a sensação do regresso ao Lanús em 2016. Conseguiu novo êxito instantâneo em nível individual e coletivo: com quase um gol por partida (quinze em dezesseis), foi o artilheiro do Torneio Transição 2016, feito que estabeleceu-lhe com o recorde de jogador mais velho a conseguir a marca - Pepe tinha 35 anos e superava os 34 do recordista anterior, Martín Palermo (por sua vez, artilheiro em 2007).
Ao longo do torneio, Sand foi especialmente decisivo pelos gols em vitórias pelo placar mínimo em visita ao Temperley, sobre um Atlético Tucumán de grande campanha e diante também do Tigre; pelos gols de virada nos triunfos sobre Defensa y Justicia e Atlético de Rafaela; e por assegurar vitória de 2-0, aos 43 minutos do segundo tempo, no clássico com o Banfield. Também destacou-se nos duelos contra Boca Juniors (com gol em três minutos de jogo) e Unión, contra quem fez três gols. O campeonato dividiu os participantes em dois grupos, com final entre os líderes de cada; em seu grupo, o Lanús pôde disparar na liderança e classificar-se com bastante antecedência à decisão.
A final foi contra o San Lorenzo em tarde na qual o diário Olé conferiu nota dez a todos os jogadores do Lanús em campo, após a maior goleada já vista em alguma decisão do campeonato local. Sand fez o terceiro gol, aos 28 minutos do segundo tempo, em exibição que gerou impressão de que o resultado poderia ter sido ainda mais amplo; foi o segundo título argentino do Lanús, nove anos após do anterior. O atacante foi um dos quatro jogadores presentes em ambos os títulos, juntamente de Lautaro Acosta, Agustín Pelletieri e Maximiliano Velásquez - fato que também representou outro recorde, pois até então nunca dois títulos argentinos tão espaçados no tempo haviam possuído tantos jogadores em comum.
O elenco campeão argentino de 2016 também qualificou-se para a final da Copa Libertadores da América de 2017, em trajetória marcada em especial pela reviravolta nas semifinais, diante do favorito River Plate. O adversário havia vencido por 1-0 no jogo de ida, no Monumental de Núñez, e começou vencendo por 2-0 em La Fortaleza. Sand marcou no fim do primeiro tempo o gol que parecia ser apenas o "de honra" dos grenás para o placar agregado, encobrindo no lance o goleiro Germán Lux. Contudo, com 40 segundos de iniciado o segundo tempo, Sand também empatou a partida em 2-2 e reenergizou a equipe para uma reação repentinamente palpável. O Lanús logo conseguiu o gol da virada, aos 15 minutos, enquanto o da classificação sobreveio aos 22.
Na ocasião da decisão, Sand acumulava 39 gols em 49 partidas nesse primeiro regresso ao Lanús. Contudo, o Grêmio venceu ambos os jogos - após triunfar por 1-0 em Porto Alegre, o Tricolor abriu 2-0 em La Fortaleza. O placar final do jogo de volta ficou em 2-1 para os brasileiros após Sand descontar de pênalti já aos 27 minutos do segundo tempo. O lance serviu para isolar-lhe como o artilheiro daquela edição da Libertadores, à frente do gremista Luan, e torna-lo também o mais velho a conseguir a artilharia do torneio (aos 37 anos de idade).
Em 2018, Sand foi contratado pelo Deportivo Cali, onde também teve destaque, tendo entre 2019 e 2023 um terceiro e último ciclo no Lanús.

## Seleção
Sua primeira convocação à seleção argentina visava suprir o desfalque de Carlos Tévez, que se encontrava suspenso. Ainda assim, não foi titular: o treinador Alfio Basile o utilizou por apenas vinte minutos, em derrota fora de casa para o Chile de Marcelo Bielsa, em 15 de outubro de 2008. O resultado fez o próprio Basile demitir-se, fato que fez Sand imaginar que não teria outra oportunidade na Albiceleste. O sucessor foi Diego Maradona, que o chamou para amistoso contra o Panamá em 20 de maio de 2009. Sand foi titular e creditou a convocação a uma comemoração efusiva de um gol feito dias antes sobre o River Plate. A Argentina utilizou uma seleção apenas com jogadores de clubes locais e venceu por 3-1, mas sem gols do Pepe, que terminou somando apenas 52 minutos por ela; sua transferência ao futebol dos Emirados Árabes Unidos teria afastado novas oportunidades.

## Títulos
River Plate
- Campeonato Argentino: Clausura 2000, Clausura 2004

Lanús
- Campeonato Argentino: Apertura 2007, Transição 2016
- Copa del Bicentenario de la Independencia (2016)
- Supercopa Argentina: 2016

Al Ain
- Supercopa dos Emirados: 2010

## Artilharias
- Campeonato Argentino: Apertura 2008, Clausura 2009 e Transição 2016
- Copa Libertadores da América: 2017